# Copris wiesei
Copris wiesei là một loài bọ cánh cứng trong họ Bọ hung (Scarabaeidae).